# Санкт-Лоренцен-им-Мюрцталь
Санкт-Лоренцен-им-Мюрцталь (нем. Sankt Lorenzen im Mürztal) — ярмарочная коммуна (нем. Marktgemeinde) в Австрии, в федеральной земле Штирия.
Входит в состав округа Брукк-Мюрццушлаг. Площадь коммуны составляет 38,08 км², население — 3674 человека (1 января 2021), плотность населения — 97 чел./км². Официальный код — 62128.

## География

### Административно-территориальное деление
Территория коммуны включает 10 населенных пункта (нем. Ortschaft) (в скобках указано количество жителей на 1 января 2021 года):
- Альт-Хадерсдорф (70)
- Фушт (70)
- Гассинг (585)
- Лезинг (121)
- Мёдерсдорф (188)
- Мюрцграбен (119)
- Нехельхайм (3)
- Погуш (53)
- Санкт-Лоренцен-им-Мюрцталь (2514)
- Шойхенегг (17)

В состав коммуны также входит четыре кадастровые общины (нем. Katastralgemeinden): Погуш, Раммерсдорф, Румпельмюле и Санкт-Лоренцен-им-Мюрцталь.

### Соседние коммуны
| С-З |            | Турнау                   |          | С-В |
| З   |            | Роза ветров              | Киндберг | В   |
| Ю-З | Капфенберг | Санкт-Марайн-им-Мюрцталь |          | Ю-В |

## История
Первое упоминание Санкт-Лоренцен-им-Мюрцталь в письменных источниках датируется 680 годом.
18 августа 1929 года одновременные митинги военизированных организаций шуцбунд и хеймвер привели к уличному бою, в котором 1 человек погиб и 57 человек получили ранения. Среди них было 30 тяжелораненых, из которых двое вскоре скончались. Это событие стало одной из причин отставки правительства Эрнста Штреерувица.

## Политическая ситуация
Бургомистр коммуны — Петра Веберхофер (АНП) по результатам выборов 2020 года.
Совет представителей коммуны (нем. Gemeinderat) по результатам выборов 2020 года состоит из 21 места.
- АНП занимает 10 мест.
- СДПА занимает 7 мест.
- Независимый партийный список Санкт-Лоренцен-им-Мюрцталь занимает 4 места.

История результатов муниципальных выборов:
| Партия                                                  | 2015           | 2015           | 2015           | 2010           | 2010           | 2010           | 2005           | 2005           | 2005           | 2000           | 2000           | 2000           |
| Партия                                                  | Голоса         | %              | Мандаты        | Голоса         | %              | Мандаты        | Голоса         | %              | Мандаты        | Голоса         | %              | Мандаты        |
| ------------------------------------------------------- | -------------- | -------------- | -------------- | -------------- | -------------- | -------------- | -------------- | -------------- | -------------- | -------------- | -------------- | -------------- |
| АНП                                                     | 872            | 40             | 9              | 1019           | 49             | 11             | 1045           | 50             | 11             | 1028           | 52             | 11             |
| СДПА                                                    | 625            | 28             | 6              | 800            | 38             | 08             | 823            | 40             | 09             | 646            | 33             | 07             |
| АПС                                                     | 268            | 12             | 2              | 187            | 09             | 02             | 123            | 06             | 01             | 195            | 10             | 02             |
| Независимый партийный список Санкт-Лоренцен-им-Мюрцталь | 435            | 20             | 4              | Не выдвигалась | Не выдвигалась | Не выдвигалась | Не выдвигалась | Не выдвигалась | Не выдвигалась | Не выдвигалась | Не выдвигалась | Не выдвигалась |
| Зелёные                                                 | Не выдвигалась | Не выдвигалась | Не выдвигалась | 088            | 04             | 0              | 089            | 04             | 0              | 093            | 05             | 01             |
| Явка избирателей                                        | 74 %           | 74 %           | 74 %           | 74 %           | 74 %           | 74 %           | 77 %           | 77 %           | 77 %           | 78 %           | 78 %           | 78 %           |